# Valverde (Aguiar da Beira)
Valverde is een plaats (freguesia) in de Portugese gemeente Aguiar da Beira en telt 203 inwoners (2001).